# Ouainville
Ouainville é uma comuna francesa na região administrativa da Normandia, no departamento de Sena Marítimo. Estende-se por uma área de 7,03 km². Em 2010 a comuna tinha 532 habitantes (densidade: 75,7 hab./km²).